# Tribrachidium
Tribrachidium heraldicum es un enigmático género extinto de la fauna de Ediacara descrito por Glaessner en 1959. Principalmente, se caracterizaban por ser redondos y blandos y tener una forma de círculos y rayas curvadas en el núcleo exterior de su cuerpo. No puede incluirse en ninguno de los filos animales conocidos en la actualidad.

## Etimología
El nombre del género Tribrachidium se deriva de la combinación del griego τρία/tria, "tres" con el latín brachium, "brazo" y el sufijo diminutivo latino -idium. El nombre de la especie T. heraldicum hace referencia a la similitud del patrón del fósil con el bien conocido diseño heráldico del triskelion, como el del escudo de la Isla de Man.

## Distribución
Los fósiles de Tribrachidium fueron descubiertos originalmente en el Miembro Ediacara de Rawnslay Quartzite, en los Montes Flinders de Australia Meridional. Este género es también conocido de la Formación Mogilev en la cuenca del río Dniéster, en Podolia, Ucrania y de las Formaciones Verkhovka, Zimnegory y Yorga formations en el área del mar Blanco de la región del óblast de Arcángel, en Rusia. También se ha encontrado en la Formación Sonia Formation del Supergrupo Marwar cerca de Jodhpur, en India.

## Descripción
T. heraldicum está preservado como impresiones negativas en la base de los lechos de areniscas. Estos fósiles tiene una forma circular con tres lóbulos, con bordes rectos o en forma de trébol; estos están usualmente cubiertos por numerosas ranuras radiales que se ramifican. La parte central del fósil tiene tres crestas con ganchos ("brazos"). Los lóbulos se giran en espirales leves.
El diámetro de los especímenes varía de 3 a 40 milímetros (0,3 a 4 cm). Se encontró que su distribución en escala métrica es variable tanto como individuos solitarios como en grupos.

### Método de alimentación
En un estudio de 2015, Rahman et al. propuso que Tribrachidium heraldicum usaba una rara forma de alimentación por suspensión denominada "sedimentación gravitacional", con base en simulaciones computacionales de dinámica de fluidos, las cuales muestran que el flujo del agua se dirigía de forma pasiva por los brazos, canalizándolo hacia tres depresiones ("fosas apicales") en las que el flujo del agua se desaceleraba de modo que las partículas de comida caerían por suspensión.

## Reconstrucción y afinidades

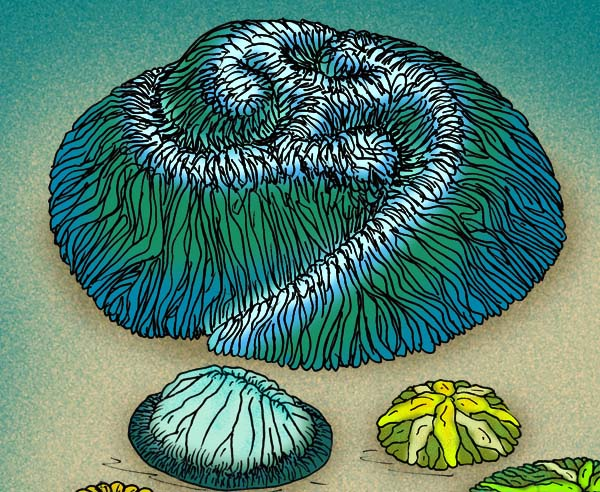
Reconstrucción de Tribrachidium y otros organismos: Tribrachidium heraldicum (arriba); Wigwamiella enigmatica, un tafomorfo de Aspidella (izquierda); y Rugoconites enigmatica (derecha)

Tribrachidium fue descrito originalmente por Martin Glaessner como un organismo problemático, excluyéndolo de todos los demás grupos principales de animales debido a su simetría trirradial. Sin embargo, el parecido superficial de Tribrachidium con los equinodermos edrioasteroideos ya era bien conocido por los investigadores y fue discutido. Más tarde, Glaessner rechazó las supuestas afinidades de este animal con cualquiera de los filos conocidos, dejando incierto su estatus taxonómico. Originalmente, las varias estructuras de los mal preservados especímenes australianos fueron interpretadas como tentáculos, brazos peculiares y una boca, una interpretación que más tarde fue rechazada. Su  forma de locomoción en vida es desconocida.

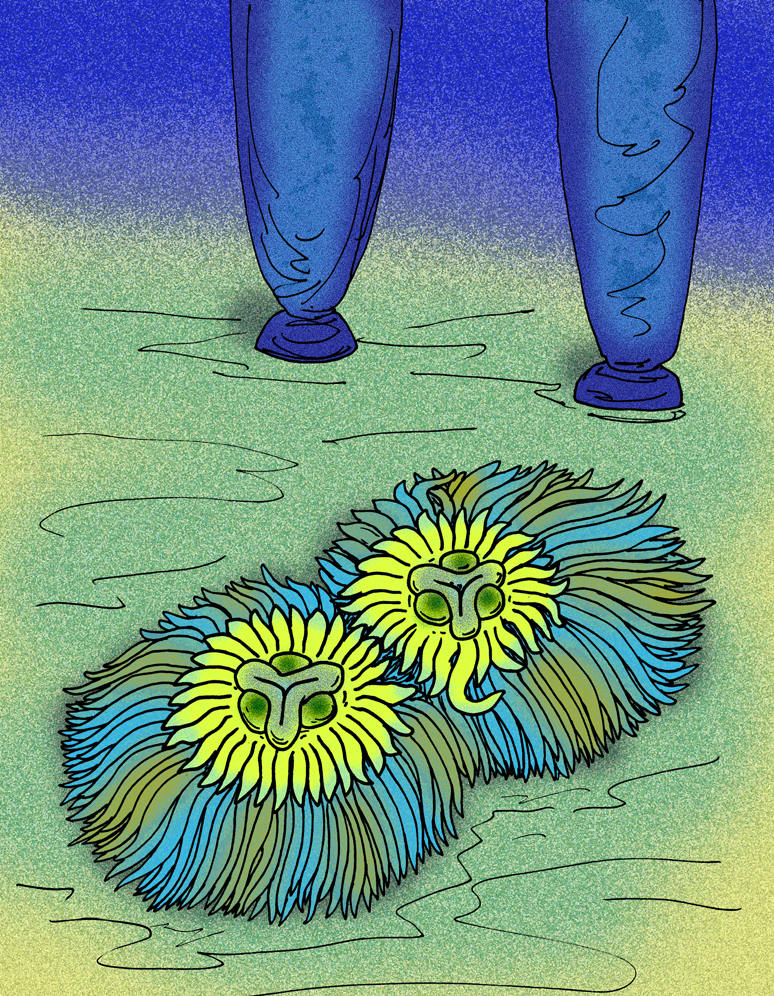
Se pensó alguna vez que Pomoria corolliformis era un pólipo cnidario, aunque esto fue descartado y en cambio se determinó que es un Tribrachidium mal preservado.

Con el descubrimiento de los cercanamente relacionados Albumares y Anfesta, junto con los descubrimientos de los mucho mejor conservados especímenes rusos, Mikhail Fedonkin propuso que estos animales formarían el nuevo taxón Trilobozoa – un grupo extinto de animales de simetría trirradial de tipo celenterado. Originalmente, Trilobozoa fue erigido como una clase separada dentro del filo Coelenterata, pero después de que Coelenterata fuera dividido en los filos separados Cnidaria y Ctenophora, los Trilobozoa fueron transferidos al rango de filo.
M. Fedonkin ha mostrado que los fósiles de Tribrachidium representan una impresión del lado superior del cuerpo del animal, con algunos elementos de su anatomía interna y externa. Las ranuras radiales en el fósil serían canales radiales en la superficie del animal vivo, mientras que las tres crestas ganchudas del fósil son impresiones de las cavidades dentro del cuerpo. Tribrachidium era entonces un organismo béntico de cuerpo blando que se sujetaba de manera temporal (pero sin acrecerse) al sustrato de su hábitat (tapetes microbianos).